# П'єр Фердінандо Казіні
П'єр Фердінандо Казіні (італ. Pier Ferdinando Casini; нар. 3 грудня 1955, Болонья) — італійський політик, колишній Голова Палати депутатів (2001–2006), колишній депутат Європарламенту, давній член парламенту. Є почесним президентом Міжпарламентського союзу і головою Центристського демократичного інтернаціоналу.
Отримав диплом юриста в Болонському університеті у 1979.
Казіні вперше був обраний до італійського парламенту у 1983 році від Християнсько-демократичної партії. У 1993 році став одним із засновників Християнсько-демократичного центру, який пізніше перетворився на Союз християнських демократів і центру.